# Miroslav Dunčko
Miroslav Dunčko (* 30. května 1964) je bývalý slovenský fotbalový záložník. Po skončení aktivní kariéry trénuje v nižších soutěžích na Slovensku.

## Fotbalová kariéra
V československé lize hrál za TJ Vítkovice. Nastoupil ve 22 utkáních a dal 3 góly. Hrál také za Spišskou Novou Ves a ZŤS Košice.

## Ligová bilance
| Ročník                                   | Zápasy | Góly | Klub         |
| ---------------------------------------- | ------ | ---- | ------------ |
| 1. československá fotbalová liga 1987/88 | 9      | 0    | TJ Vítkovice |
| 1. československá fotbalová liga 1988/89 | 14     | 3    | TJ Vítkovice |
| CELKEM                                   | 22     | 3    |              |